# Paul Dourge

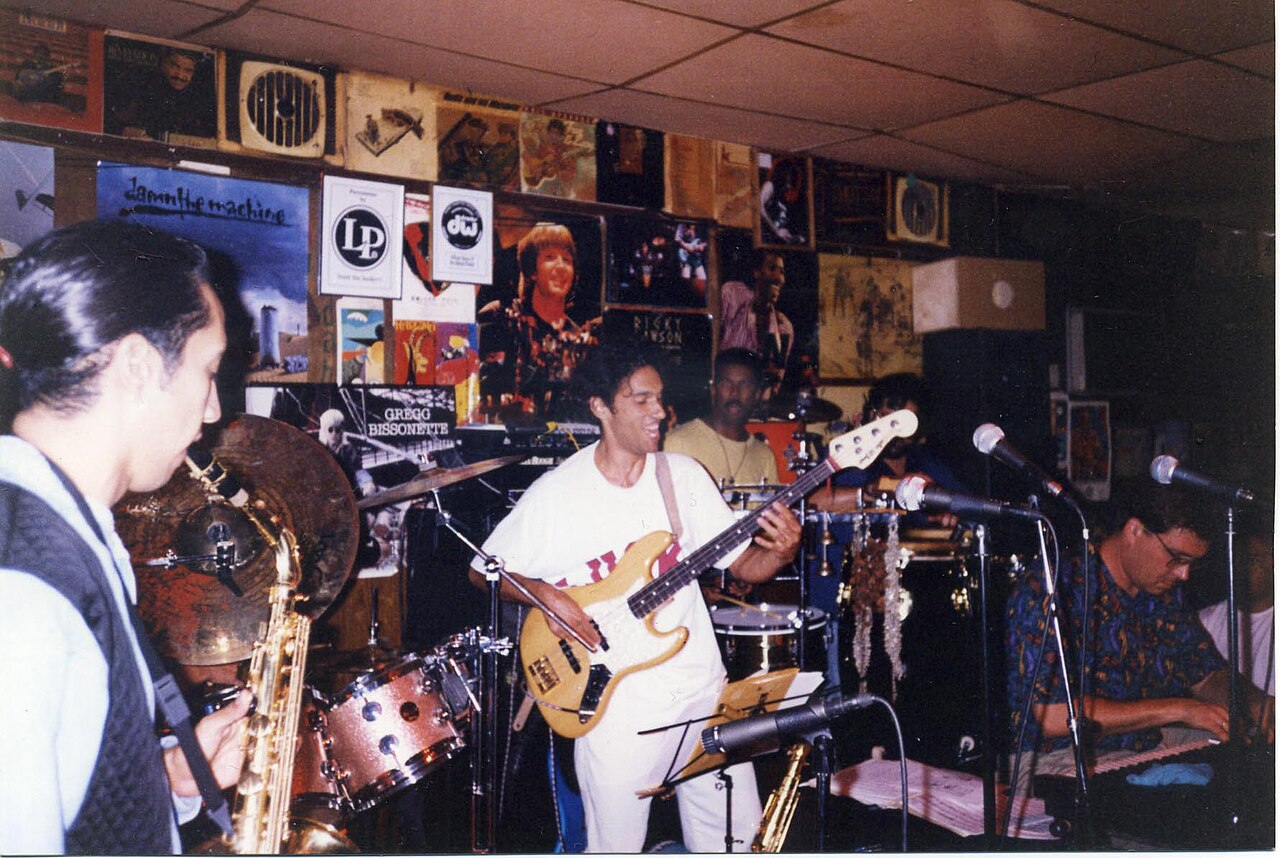

Paul Dourge (Buenos Aires, 15 de enero de 1961) es un bajista, productor musical y compositor argentino.

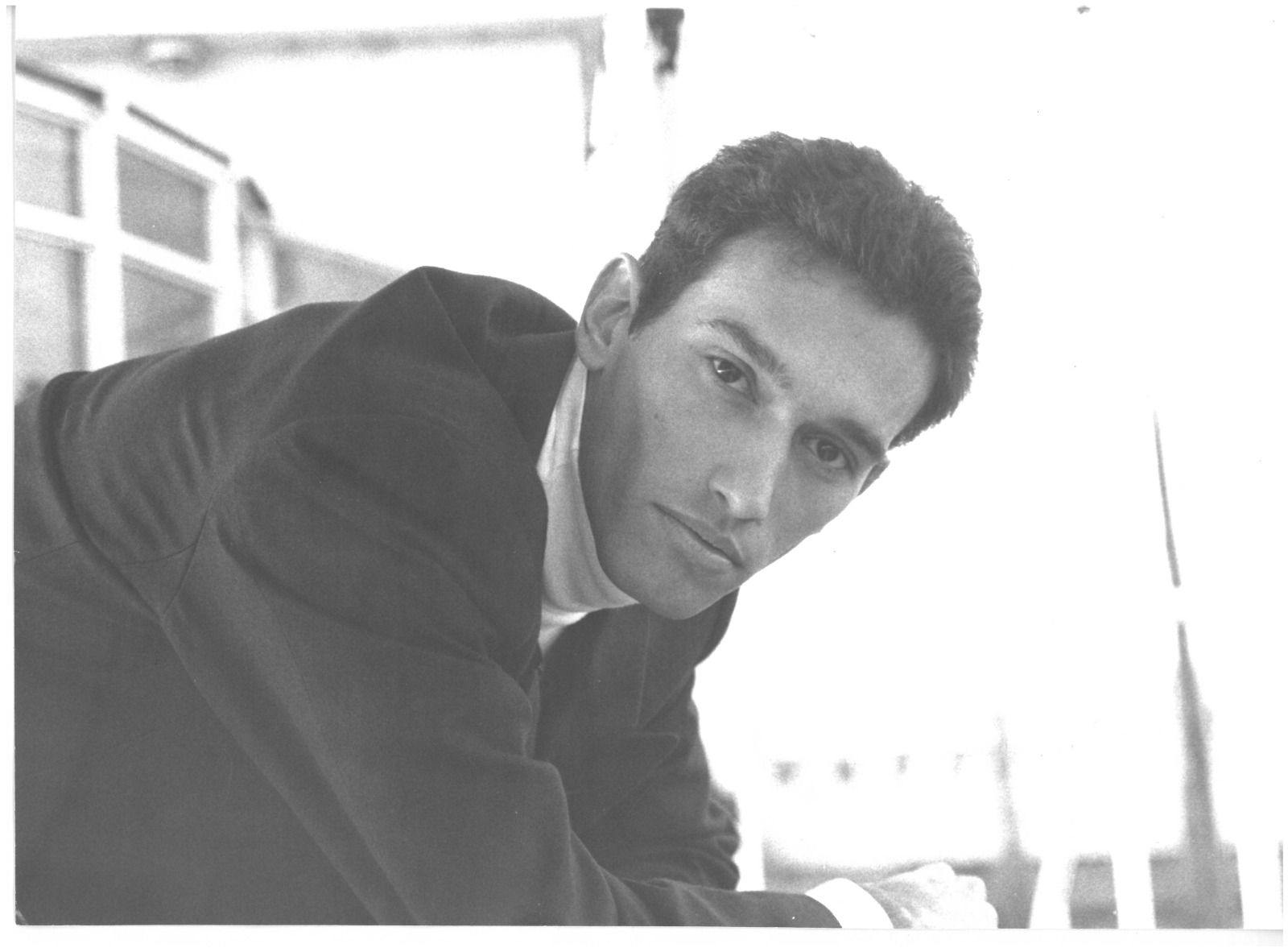

## Síntesis biográfica
Nacido en Buenos Aires, Paul es nieto del reconocido arquitecto francés, León Dourge.
Paul Dourge cursó la secundaria en el liceo Jean Mermoz, de Buenos Aires. En 1976, el pianista y compañero de escuela Andrés Teocharidis le presentó a Andrés Calamaro y este último, que tenía su misma edad, lo invitó a que tocara el bajo en su grupo Dogma. Tenían 15 años. Dourge casi no sabía tocar el bajo, pero aceptó. Fue así que Dourge, Andrés Calamaro y el guitarrista venezolano Julián Petrina se juntaban a tocar en la oficina del padre de Dourge en el demolido Pasaje Seaver de Buenos Aires.
En 1977, con 16 años de edad, empezó a estudiar bajo de manera intermitente con Eduardo Criscuolo y luego con Machi Rufino. Paralelamente, estudió un año y medio de piano clásico y teoría musical con Lita Spena.
A los 19 años se mudó a París (Francia), lugar en el que cursó un año de Derecho en la Facultad René Descartes y paralelamente realizó estudios de Ciencias Políticas en una escuela privada los cuales abandonó al año para dedicarse completamente a la música.
Durante esos dos años que vivió en París, tocaba en las estaciones de subterráneo ―sobre todo en la estación Châtelet― con músicos estadounidenses de jazz.

### Los años 80
En enero de 1982 volvió a Argentina y consiguió un trabajo de asistente en el programa de televisión de Andrés Percivale y Mónica Cahen D'Anvers. Fue como asistente en el programa de Percivalle, Vivo de noche, donde el pianista Raúl Parentella lo escuchó tocar y le ofreció ingresar a su trío de jazz. Luego el baterista Lucio Mazaira le presentó a los músicos que frecuentaban Jazz & Pop (Club de Jazz de la Ciudad de Buenos Aires) en ese entonces situado en el barrio de San Telmo y allí fue bajista de los guitarristas Francisco Rivero, Armando Alonso, Lito Epumer y participaba de las Jam Sessions con el pianista Horacio Larumbe.
En el año 1983, la cantante Celeste Carballo lo convocó para ser el bajista de su banda de rock, con la cual hicieron giras por toda la Argentina. A mediados de 1984 se mudó con Fito Páez y Fabiana Cantilo a la casa de esta en la esquina de Pampa y Estomba, en el barrio Belgrano R.
Luego de casi un año de compartir casa con Páez y Cantilo, se mudó por un breve lapso de tiempo a la casa quinta de Luis Alberto Spinetta en la localidad de Castelar (Gran Buenos Aires).
Durante 1984 fue bajista del cuarteto que integraba con el Mono Fontana, Lito Epumer y Lucio Mazaira (muchos de los temas que tocaban con ese cuarteto fueron posteriormente grabados por Madre Atómica). En 1984, Dourge viajó unos meses a Estados Unidos.
Durante 1984 y 1985 fue bajista de Fito Páez y en 1985 fue paralelamente bajista de Spinetta Jade.
En 1986 produjo su primer disco para Sony Music (en aquel entonces CBS Argentina), Puertos de la cantante María Rosa Yorio, en el que participaron: el Mono Fontana, Pomo Lorenzo, Oscar Dionisi, Ulises Butrón, Eddie Sierra, Fabián Gallardo, Tweety González, Hugo Pierre y Andrés Boiarsky. El corte de difusión de dicho disco fue la canción «En todas partes te veo», con letra y música de Tito Losavio. El disco incluye temas como: "Puertos para mi amor" (Páez/Dourge), "No quiero ceder" (Dourge) y otros temas de Andrés Calamaro, Cachorro López y César "Banana" Pueyrredón.

### Los años 90
A principios de 1990 produjo el primer disco solista del tenista Guillermo Vilas, quien le encargó que versionara sus canciones en estilo house. Después se radicó por dos años en Zúrich (Suiza) con una propuesta de trabajo como profesor de bajo eléctrico y producción musical en la Academy of Contemporary Music (ACM) de esa ciudad, escuela que años después cambiaría de nombre. En Suiza fue bajista de la cantante brasileña Diana Miranda y del saxofonista brasileño Letieres Leite. En 1991 tocó en el festival de Jazz de Montreux con dicha banda, que se presentó antes de Gal Costa.
En 1992, viviendo en Suiza, recibió un llamado del mánager de Fito Páez para proponerle volver a la Argentina para hacer la gira de presentación del disco El amor después del amor. Dourge tocó en todos los conciertos de dicha gira que duró casi dos años. Al finalizar la gira, Dourge volvió a Estados Unidos y se radicó en Los Ángeles.
Al poco tiempo de haberse radicado en la ciudad de Los Ángeles, audicionó para la banda de Cecilia Noël y fue elegido tocando durante todo 1994 en el Baked Potato de Los Ángeles. En la banda tocaban músicos de las bandas de Stevie Wonder, Al Jarreau, Chicago y George Benson, entre otros reconocidos artistas. Allí también fue bajista del pianista Freddie Ravel, quien fuera director musical de Al Jarreau y Earth Wind and Fire. En 1996 hicieron una gira por California con la banda de Freddie Ravel, en la cual tocaba el baterista Walfredo Reyes Junior (exbaterista de Santana).
Fue el bajista de la primera banda en vivo del saxofonista y director musical Cleto Escobedo, quien años más tarde sería el director musical del programa de televisión de Jimmy Kimmel. Paul fue director musical en el Bellagio de las Vegas desde 1999 hasta 2001

### Los años 2000
En el año 2000 grabó su único disco solista hasta el momento: Meu jazz brasileiro. Las composiciones son todas de Dourge. El disco fue mezclado y masterizado por Gustavo Borner en Los Ángeles y cuenta con la participación de Stefan Karlsson, virtuoso pianista del trío de Eddie Gómez. Participan también, grandes músicos de Estados Unidos y Brasil.
Los atentados del 11 de septiembre de 2001 marcaron el fin de su estadía en suelo estadounidense. Dourge era bajista de la Big Band de Wayne Newton y a partir de esa fecha, los cambios que ocurrieron en general en la sociedad estadounidense afectaron su visión del mundo. Volvió a Francia y vivió allí hasta fines de 2003.
A fines de 2003, Dourge volvió de visita a la Argentina para ver a su madre. Estando en Buenos Aires fue convocado como bajista por el tecladista y cantante Alejandro Lerner. Desde entonces hasta finales del año 2006 trabajó con Lerner y alternativamente con el guitarrista Luis Salinas. Luego hizo la gira de presentación del disco El mundo cabe en una canción de Fito Páez.
Desde entonces, Dourge ha residido en su ciudad natal, Buenos Aires, y trabaja en Argentina como bajista para artistas como Luis Salinas, Axel, Lito Epumer, Bob Telson, Isabel de Sebastián, Celeste Carballo, Franco Luciani, Mavi Díaz, Gillespi Rodríguez, Fernando Samalea y Phil Manzanera, Joaco Burgos, Gonzalo Aloras, Fabián Gallardo entre otros.
Desde el año 2017 trabaja como profesor en el instituto terciario de música y sonido en la ciudad de Buenos Aires

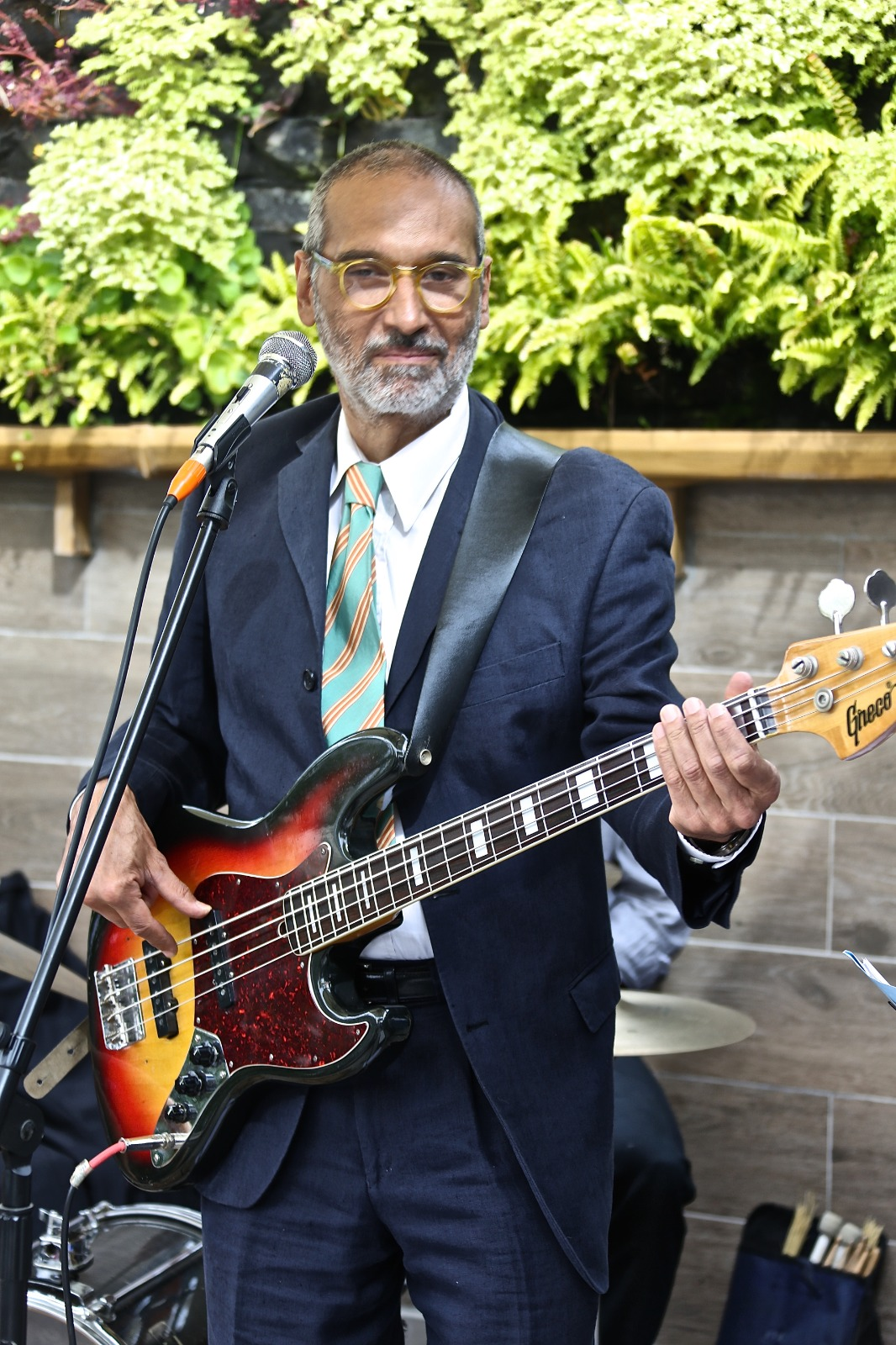

## Discos en los que participó
- Andrés Calamaro: Hotel Calamaro
- Fito Páez: Giros
- Luis Alberto Spinetta: Privé
- Alejandro Lerner: Algo que decir, Canciones para gente niña
- Fabiana Cantilo: Detectives
- María Rosa Yorio: Puertos
- Rubén Goldín: Destiempo
- Manuel Wirzt: Magia y Cielo y tierra
- Fernando Samalea: Primicia
- Celeste Carballo: Mi voz renacerá y Celos
- Kevin Johansen: Bi
- Guillermo Vilas: 1990
- Los Pericos: Pampa's Reggae
- Belén Pérez Muñiz: Passagems
- Kuripana Casapalma (Los hermanos Rabinovich) Viaje Espiral
- Gílespi Rodríguez y Willy Crook: Live from Rulemania
- Joaco Burgos: Frenesí

## Disco solista
- Paul Dourge: Meu jazz brasileiro.